# 陳小春生·旦·淨·末·丑巡迴演唱會
陳小春生·旦·淨·末·丑巡迴演唱會，是香港男歌手陳小春自2025年開始舉辦的巡迴演唱會，演唱會首站於2025年5月31至6月1日期間在浦發銀行東方體育中心體育館舉行，首場更有舊拍檔兼好友鄭伊健做嘉賓現身支持，並演唱「友情歲月」一曲，令陳小春一度流淚。

## 簡介
2025年5月31至6月1日舉行首站演唱會，在浦發銀行東方體育中心體育館舉行，此次為陳小春久違五年再度舉辦演唱會。經上海站後，演唱會將前往不同的中國城市進行巡迴，目前未有消息前往中國城市以外的場次。

## 巡演地點
| 日期           | 城市 | 場地                            | 嘉賓           | 附註 |
| -------------- | ---- | ------------------------------- | -------------- | ---- |
| Leg 1 - 亞洲   |      |                                 |                |      |
| 2025年5月31日  | 上海 | 浦發銀行東方體育中心體育館      | 鄭伊健、陳光榮 |      |
| 2025年6月1日   | 上海 | 浦發銀行東方體育中心體育館      | 潘瑋柏         |      |
| 2025年6月14日  | 深圳 | 深圳大運中心體育館              | 周柏豪         |      |
| 2025年6月28日  | 天津 | 天津奧林匹克中心體育館          | 林曉峰         |      |
| 2025年6月29日  | 天津 | 天津奧林匹克中心體育館          | 林曉峰         |      |
| 2025年7月19日  | 長沙 | 湖南國際會展中心芒果館          | 黃子弘凡       |      |
| 2025年7月26日  | 重慶 | 華熙LIVE·魚洞文體中心           | GAI            |      |
| 2025年8月9日   | 廈門 | 廈門奧林匹克體育中心-鳳凰體育館 | 王栎鑫         |      |
| 2025年8月23日  | 廣州 | 寶能廣州國際體育演藝中心        |                |      |
| 2025年9月6日   | 成都 | 東安湖體育公園多功能體育館      |                |      |
| 2025年9月13日  | 北京 | 華熙LIVE・五棵松                |                |      |
| 2025年9月14日  | 北京 | 華熙LIVE・五棵松                |                |      |
| 2025年10月11日 | 南京 | 南京青奧體育公園體育館          |                |      |
| 2025年10月25日 | 佛山 | 佛山國際體育文化演藝中心        |                |      |
| 2025年11月15日 | 蘇州 | 蘇州奧林匹克體育中心體育館      |                |      |

## 表演曲目

### 上海站
以下列表僅為2025年5月31日首場演唱會表演曲目，具體曲目在其他各場次可能出现變化，詳情請參閱備註。
1. 亂世巨星
2. 戰無不勝
3. 蠢蠢欲動
4. 多謝老天爺
5. 我愛的人
6. 抱一抱
7. 撲火
8. 成王敗寇
9. 劫數難逃
10. 大件事
11. 風的季節
12. 叱咤红人
13. 算你狠
14. 嘉賓環節
15. 一定要幸福+獻世
16. 當年情
17. 離不開你
18. 親情
19. 神啊 救救我
20. 相依為命
21. 情瘤感菌
22. 沒那種命
23. 黃豆
24. 獨家記憶
25. 友情歲月

嘉賓環節
- 5月31日（上海站第一場）：陳小春與鄭伊健、陳光榮合唱《一起衝一起闖》；鄭伊健清唱《友情歲月》
- 6月1日（上海站第二場）：潘瑋柏獨唱《Coming Home》、《不得不愛》；陳小春與潘瑋柏合唱《笨小孩》
- 6月14日（深圳站）：周柏豪獨唱《我的宣言》、《最好不過》；陳小春與周柏豪合唱《笨小孩》
- 6月28日（天津站第一場）：林曉峰獨唱《四季人生》、《海闊天空》；陳小春與林曉峰合唱《笨小孩》
- 6月29日（天津站第二場）：林曉峰獨唱《四季人生》、《海闊天空》；陳小春與林曉峰合唱《一起來一起走》
- 7月19日（長沙站）：黃子弘凡獨唱《下個日出》、陳小春與黃子弘合唱《無賴》；黃子弘凡獨唱《稱為》
- 7月26日（重慶站）：GAI獨唱《蘭花草》、《這就是生活》；陳小春與GAI合唱《笨小孩》
- 8月9日（廈門站）：王栎鑫獨唱《教养》、《一個人》；陳小春與王栎鑫合唱《無賴》